# Лудвиг Айделберг
Лудвиг Айделберг (на немски: Ludwig Eidelberg) е австрийски психоаналитик.

## Биография
Роден е на 27 декември 1898 година в Полша. Учи медицина във Виенския университет и получава степента си през 1925 г. В периода 1925 – 1932 работи в психиатричната клиника към Виенския университет. Започва да се интересува от психоанализата по това време.
Айделберг е един от останалите втора генерация психоаналитици, обучаващи се във Виена и останали в психоаналитичния кръг на Фройд. Преподава през 1934 г. във Виенския психоаналитичен институт. Четири години по-късно напуска Австрия, когато нацистите идват на власт и се премества във Оксфорд. Там работи две години.
Умира на 13 ноември 1970 година в САЩ на 71-годишна възраст по време на психоаналитичен сеанс на своя стол.